# Грамотеїно (присілок)
Грамоте́їно (рос. Грамотеино) — присілок у складі Біловського міського округу Кемеровської області, Росія.

## Населення
Населення — 1557 осіб (2010; 1382 у 2002).
Національний склад (станом на 2002 рік):
- росіяни — 96 %